# Alila Selatan
Alila Selatan is een bestuurslaag in het regentschap Alor van de provincie Oost-Nusa Tenggara, Indonesië. Alila Selatan telt 1220 inwoners (volkstelling 2010).